# Petr Benda
Petr Benda är en tjeckisk zoolog, verksam vid zoologiska institutionen vid Nationalmuseet i Prag (tidigare benämnt Böhmiska museet). Han intresserar sig särskilt för fladdermöss.

## Akademisk karriär
- MSc 1993
- PhD 2001
- Biträdande professor 2015